# Списък на реките в Калифорния
Списъкът на реките в Калифорния включва основните реки, които текат в щата Калифорния, Съединените американски щати.
Реките и потоците в по-голямата част от щата се вливат в Тихия океан. Малка част от Източна Калифорния попада в Големия басейн – обширна област в САЩ, която представлява вътрешен водосборен басейн. Реките, течащи в Големия басейн, не достигат до океана. Те се вливат в местни водни басейни като езерата Тахо, Моно, Оуенс и други. Югоизточната част на Калиорния е заета от пустини, в които водоизточниците са малко и не достигат до океана. Южно от река Сан Хоакин е разположен вътрешният водосборен басейн Тулар.

## По водосборен басейн

### Тихи океан
- Смит
- Кламат
  - Салмън Ривър
  - Шаста
  - Тринити
    - Норд форк Тринити
    - Саут Форк Тринити
- Ийл Ривър
- Руска река
- Напа
- Сакраменто
  - Мокелумне
  - Косумне
  - Американ Ривър
  - Федър
    - Юба

  - Пит Ривър
- Сан Хоакин
  - Станислаус
  - Тулумне
  - Мърсед Ривър
- Салинас
- Санта Клара
- Сан Габриел
- Санта Ана

### Голям басейн
- Тръки

Езеро Оуенс
- Оуенс Ривър

Хони лейк
- Сюзън

Езеро Уокър
- Уокър
  - Ийст Уокър
  - Уест Уокър

### Басейн на Тулар
Езеро Тулар
- Кингс Ривър
- Керн Ривър
- Коуеа
- Тюл Ривър

## По азбучен ред
- Американ Ривър
- Ийл Ривър
- Ийст Уокър
- Керн Ривър
- Кингс Ривър
- Кламат
- Косумне
- Коуеа
- Мокелумне
- Мърсед Ривър
- Напа
- Норд Форк Тринити
- Оуенс Ривър
- Пит Ривър
- Руска река
- Сакраменто
- Салинас
- Салмън Ривър
- Сан Габриел
- Сан Хоакин
- Санта Ана
- Санта Клара
- Саут Форк Тринити
- Смит
- Станислаус
- Сюзън
- Тринити
- Тръки
- Тулумне
- Тюл Ривър
- Уест Уокър
- Федър
- Шаста
- Юба